# Androsace hausmannii
Androsace hausmannii är en viveväxtart som beskrevs av Leybold. Androsace hausmannii ingår i släktet grusvivor, och familjen viveväxter. Inga underarter finns listade i Catalogue of Life.

## Bildgalleri

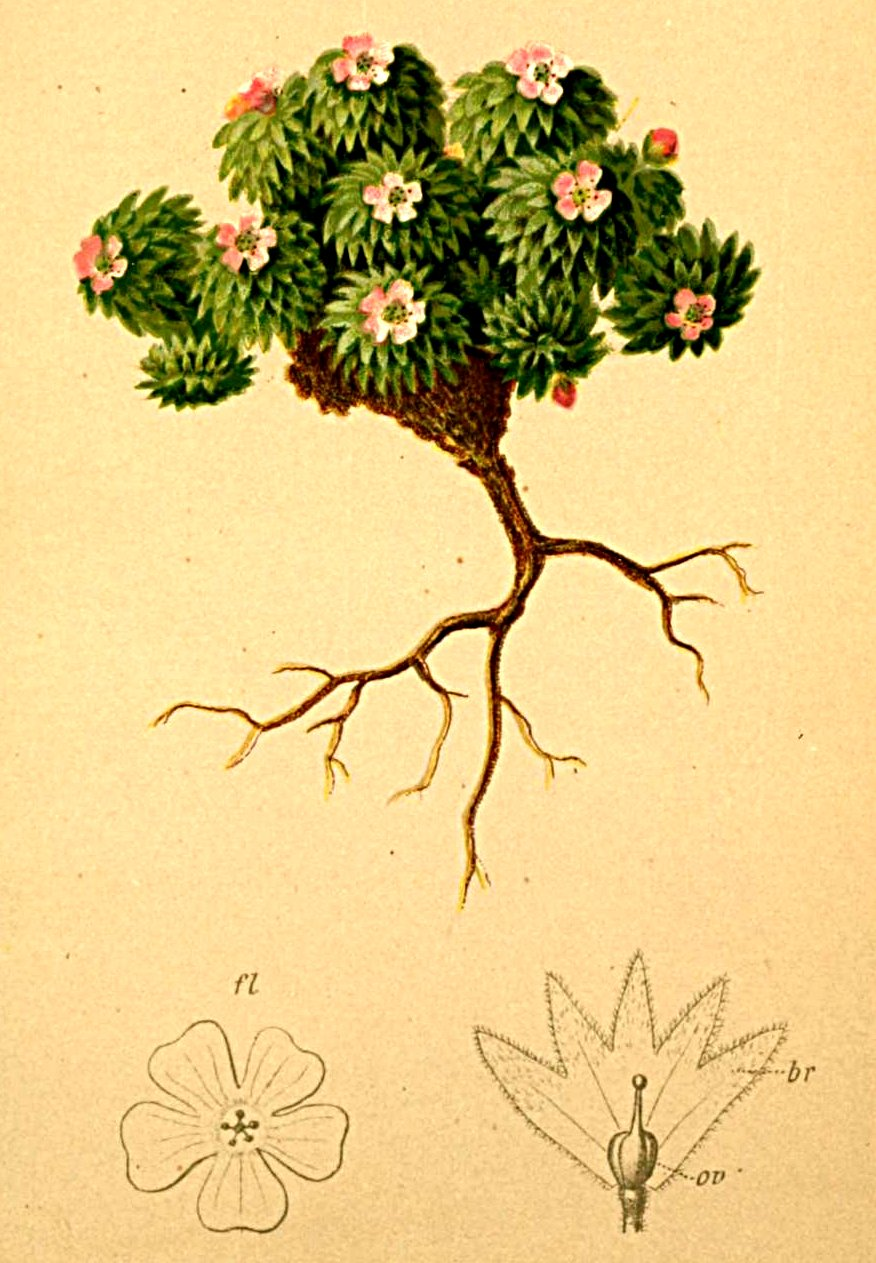